# شهرستان ایزنوسکوفسکی
شهرستان ایزنوسکوفسکی (به لاتین: Iznoskovsky District) یک شهرستان در روسیه است که در استان کالوگا واقع شده‌است.